# Três Coroas
Três Coroas is een stad en gemeente in de staat Rio Grande do Sul van Brazilië.

## Bezienswaardigheden

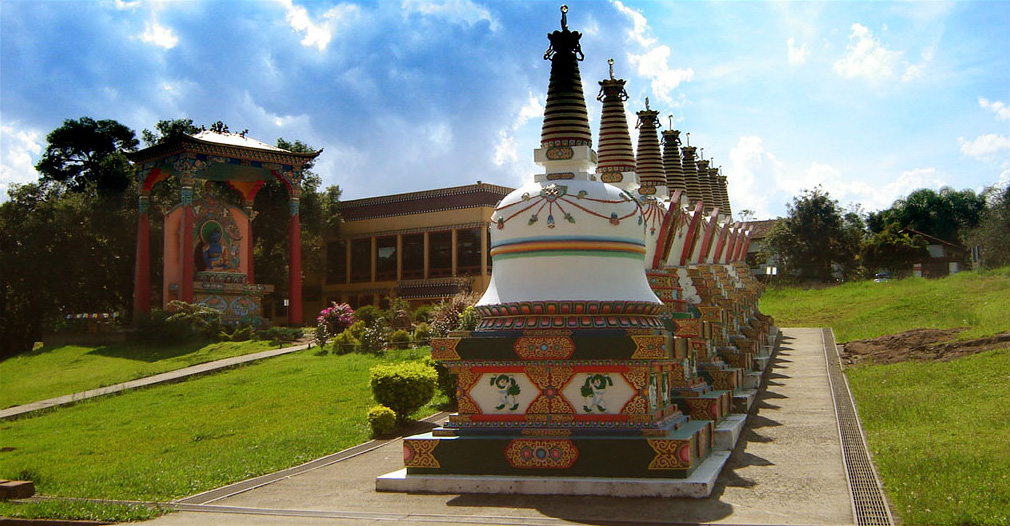
Tempel van Khadro Ling in de gemeente Três Coroas

- Tempel van Khadro Ling